# 新城之乱
新城之乱是三国时期227年年末至228年初曹魏的一场叛乱。叛乱发起者为投魏及受任为荆州新城郡守的原蜀将孟达。此乱在一月之内即被魏将司马懿迅速平定，孟达被俘伏诛。

## 背景
220年，漢中王刘备原部将孟达叛投其敌、刚继承已故父亲曹操魏王爵位的曹丕。孟达带去部曲及其家属四千余人。曹丕得知孟达来归后很高兴，热烈欢迎孟达，任命孟达为魏西南边境新城郡的太守。
当时众臣以为孟达不足信，不应委以重任。魏驃騎將軍司马懿屯宛城，时督荆州、豫州军事，他也提醒曹丕不要过分信任孟达，但曹丕不听。
孟达深为曹丕所宠，也和魏尚書令桓阶、征南大將軍夏侯尚成为密友。226年曹丕驾崩时，桓阶和夏侯尚也都已去世。孟达因长在前线，心里不安。孟达主政新城的期间，与孙权建立的东吴友好，建立了强大的防御工事以备刘备建立的曹魏敌国蜀汉进攻。蜀漢丞相诸葛亮恨孟达反复无常，担心他成为蜀漢的祸患。

## 叛乱
孟达反叛的动机有两种版本，大体相近但有些许细微差异。第一个版本见于《三国志·明帝纪》注引《魏略》，第二个见于《晋书·宣帝纪》。
《魏略》版本提及诸葛亮得知孟达在新城不安，计划诱孟达倒戈归蜀。他写了几封信给孟达，孟达也回复了。魏兴太守申仪与孟达有隙，秘密报告魏廷孟达通蜀，但魏帝曹叡不信。当时屯宛城的司马懿派参军梁幾去调查孟达，又劝其入朝。孟达害怕了，于是作乱。
《晋书》版本证实孟达确与申仪有隙。诸葛亮计划借此诱孟达倒戈归蜀，派郭模诈降并趁机向申仪漏泄孟达的图谋，想因此促使孟达叛魏。孟达得知事已泄，立即计划作乱。当时屯宛城的司马懿担心孟达迅速作乱，写信稳住他：“将军昔日离开刘备，托身国家，国家委任将军守边图谋蜀国，可见国家信任你。蜀人愚蠢，深恨将军。诸葛亮希望你归蜀，是他无计可施了。郭模告诉申仪的不是小事，诸葛亮怎能轻易让他泄露？如此危险的举动不难明白。”孟达得信大喜，在作乱与否之间犹豫不决。司马懿趁机秘密率宛城本部军马进军新城。司马懿部将们建议先观察孟达动向再进军，但司马懿答道：“孟达无信义，他既然因生疑而犹豫，我们应当抓紧这次机会除掉他。”司马懿军随后急行军，8天后即抵达新城。
蜀汉和东吴也出兵支援孟达，分别到了西城安桥和木阑塞。司马懿分派诸将以应之。申仪也绝蜀道，使得蜀救兵不能到达。
战前，孟达写信给诸葛亮，同意助蜀，且预言司马懿不会前来。但八天后司马懿军到后，孟达再写信给诸葛亮，表示震惊和难以置信司马懿竟然才八天就到了新城。孟达以新城下辖三面环水的上庸城为基，建起木栅以自守。司马懿军涉水毁栅，到了上庸城外。司马懿随后分兵八面攻城，诱使孟达外甥邓贤和部将李辅在围城十六日后开门投降。孟达被俘杀，传首京城洛阳。

## 后果
申仪已在魏兴长期任职，素来作威作福，未经授权就私刻官印。得知孟达伏诛，他也产生疑心。当时那一带很多郡守都向司马懿献礼贺捷。司马懿派使者劝说申仪前去见司马懿，并讯问其未经授权自刻官印事，将其解送京师。
司马懿及其军俘获万余人，还军宛城。司马懿还将孟达余众七千户迁往华北的幽州。蜀将姚静、郑他等率所部七千余人降魏。
司马懿赴洛阳面见曹叡，曹叡问及如何应对东吴犯境，然后命他回宛城军营。

## 演绎
历史小说《三国演义》第九十四回提及了此乱，为了戏剧效果加入了一些虚构元素。

### 小说版本
孟达邀当初与他一同投魏的金城太守申仪、上庸太守申耽共同作乱。申仪、申耽一边佯作应承，一边秘密计划帮助来平乱的魏军。他们对孟达谎称准备不足，孟达相信了。
司马懿使者参军梁畿到新城，对孟达谎称司马懿已率军赴长安抵御蜀汉犯境。孟达暗喜，设宴款待梁畿，送其出城。他随后令申仪、申耽于次日举事。但就在此时，他闻报有一军已到城外。孟达冲向城墙，看到这支军队是由老将右将军徐晃所统领的。徐晃叫孟达投降，孟达却箭射徐晃前额。孟达军向徐晃军乱箭射下，徐晃军只得撤退。徐晃当夜因箭伤而亡，年五十九，尸体入棺送往洛阳安葬。
当时，司马懿军已出现在新城外，完全围住了城。次日，孟达见申仪、申耽军到，以为他们来助他了，开城门率军攻司马懿，但申仪和申耽却骂道：“反贼休走！早早受死！”孟达感到有变，试图撤回城中，但部下李辅、邓贤已背叛了他，不让他入城。申耽追上困乏的孟达，杀之，孟达军投降。
司马懿入新城，抚民劳军，恢复城中秩序，向魏帝曹叡报捷，曹叡下令将孟达首级送往洛阳，加申耽、申仪官职，命随司马懿应对蜀汉犯境，命李辅、邓贤守新城、上庸。
中央电视台电视剧《三国演义》在小说基础上，又虚构了司马懿指使手下当场杀死申耽、申仪的剧情。

### 历史性
历史上，申耽早已不再是上庸太守，也没有卷入此乱，可能早已去世；也没有证据表明徐晃参与了此次平乱。《三国志·徐晃传》也没有太多细节描述他的死，只是简单说他于明帝太和元年（227年）过世。

## 流行文化
此战在光荣游戏《真·三國無雙4·猛將傳》中以“新城之战”之名有表现。玩家只能选择曹魏阵营的曹丕、司马懿或徐晃（包括他们三个的4级武器）且必须击败孟达取得胜利。如玩家行动足够迅速，可在蜀军到达援助孟达前完成战役阶段。